# 七公三
武仙座φ，又名BD+45 2376，HD 145389、SAO 45911、HR 6023，是武仙座的一颗恒星，视星等为4.26，位于銀經70.85，銀緯47.11，其B1900.0坐标为赤經16h 5m 37s，赤緯+45° 47.11′ 49″。